# Факета Салихбеговић - Авдагић
Факета Салихбеговић - Авдагић (14. август 1962, Сарајево) је босанскохерцеговачка глумица.

## Биографија
Рођена је 14. августа 1962. године у Сарајеву. Основну школу и гимназију је завршила у Високом, а 1986. је дипломирала на Пољопривредном факулету у Сарајеву. Глуму је дипломирала 2006. на Факултету хуманистичких наука у Мостару. 
1978. почела је глумити у театру Тотал у Високом да би 1990. године постала чланица ансамбла Босанског народног позоришта у Зеници. У Босанском народном позоришту је остварила бројне улоге од којих су неке улога Тифе у представи Дјелидба Скендера Куленовића, Живке у Госпођи министарки Бранислава Нушића, Силвије Карвер у Љубавима Џорџа Вашингтона Мире Гаврана, обућарке у Чудесној обућарки Федерика Гарсија Лорке, Кадине у Проклетој авлији Иве Андрића и многе друге.
Такође остварила је успјешну филмску и телевизијску каријеру играјући у бројним филмовима и серијама у Босни и Херцеговини и у региону. Неке од њених најпознатијих филмских и телевизијских улога су Злата у Визи за Будућност, везирка у Халимином путу, Хатиџа у Смрти у Сарајеву и Надица у серији Кости.

## Приватни живот
Удала се 1992. у Високом за Мугдима Авдагића, који је такође глумац.

## Филмографија
| Год.          | Назив                                  | Улога           |
| ------------- | -------------------------------------- | --------------- |
| 1980.-е       |                                        |                 |
| 1987.         | Надвожњак (филм)                       |                 |
| 2000.-е       |                                        |                 |
| 2002. - 2007. | Виза за будућност                      | Злата           |
| 2002.         | Виза за будућност:Новогодишњи специјал | Злата           |
| 2003.         | Виза за будућност:Новогодишњи специјал | Злата           |
| 2006.         | Микрофон је ваш                        | Злата           |
| 2006. - 2007. | Тата и зетови                          | Роза Бошњак     |
| 2009.         | И ја теби (филм)                       |                 |
| 2010.-е       |                                        |                 |
| 2010.         | Остављени                              | Кухарица        |
| 2008. - 2015. | Луд, збуњен, нормалан                  | Шерифа          |
| 2011.         | Завичајне нити (кратки филм)           | Марија          |
| 2012.         | Кад буде биће                          | Сафија          |
| 2012.         | Body Complete                          | Мирсадова мајка |
| 2012.         | Халимин пут                            | Везирка         |
| 2013.         | Са мамом                               | Службеница      |
| 2014.         | Топ је био врео                        | Шевала          |
| 2015.         | Сабина К.                              | Хана            |
| 2016.         | Смрт у Сарајеву                        | Хатиџа          |
| 2016.         | Лажни свједок (серија)                 | Бехка           |
| 2017.         | Кинески зид (кратки филм)              | Марија          |
| 2017.         | Месо                                   | Миланка         |
| 2018.         | Мајкино злато                          | Стана           |
| 2018.         | Глумим, јесам                          | Касирка         |
| 2019.         | Пун мјесец                             |                 |
| 2020.-е       |                                        |                 |
| 2020.         | Хотел Балкан                           | Бакица          |
| 2020.         | Кости                                  | Надица          |
| 2021. - 2024  | Ja, chef                               | Шефика          |
| 2021.         | Десет у пола                           | Сума            |
| 2021.         | Radio Freedom (кратки филм)            |                 |
| 2021.         | Шведско срце моје мајке                | Дервиша         |
| 2021.         | Адвокадо                               | Буцка           |
| 2022.         | Аманет                                 | Мерима          |
| 2023.         | Знам како дишеш                        | Зипка Капић     |
| 2023.         | Ефекат лептира                         |                 |